# Александар Саша Трајковски
Александар Саша Трајковски (Битољ, 28. март 1985) македонски је песник, преводилац и тумач. Редовни  је члан Македонског научног друштва - Битољ и Друштва немачких писаца. По струци је дипломирани лекар.

## Биографија
Трајковски је рођен 28. марта 1985. године у Битољу, где је завршио основну школу „Гоце Делчев“ и гимназију „Јосип Броз Тито“. Студије медицине завршио је на Универзитету за медицину и фармацију „Карол Давила“ у Букурешту, Румунија.
Члан је Македонског лекарског друштва (МЛД), Удружења преводилаца и тумача Републике Северне Македоније (ЗПРМ), Македонског научног друштва - Битољ и Друштва немачких писаца. Такође је члан Клуба писаца „Коста Солев Рацин“ из Велеса и Удружења песника „Поетска харфа“ из Скопља.
Александар је други македонски песник, после Сава Костадиновског, који је постао члан Друштва немачких писаца. Све своје књиге превео је на немачки језик.

## Стваралаштво
Трајковски преводи дела истакнутих савремених писаца са румунског језика за реномиране књижевне организације, као што су Струшке вечери поезије (СВП). Његове збирке поезије „Лирске елегије“ и „Поеме са Балкана“, објављене у издавачкој кући „Дата Песнопој“ из Битоља, преведене су на преко десет светских језика. Збирка „Балканско Хаику - Харакири“, у издању Удружења за књижевни развој „Нови Вавилон“, штампана је у више од хиљаду примерака и преведена на пет језика. Поезија му је објављивана у бројним међународним књижевним часописима и учествовао је на разним фестивалима широм Европе.

## Награде
Трајковски је први македонски песник који је освојио прву награду Светске песничке асоцијације (СПА) на Међународном фестивалу поезије у Букурешту. За збирке „Лирске елегије“ и „Поеме са Балкана“ добио је награду „Душа чаршије“ и златну плакету за најбољу песму на Међународном књижевном фестивалу „Охридски бисер поезије“.
Такође је добитник прве награде за најбољу поетску творевину на Међународном књижевном фестивалу „Божићна литература 2022” у организацији списатељице Милице Паулус.
Трајковски је добитник Платинасте плакете за најлепшу поезију на Међународном књижевном фестивалу „VIII Охридски бисер поезије 2023”.
Добитник „Златне плакете“ на IX Охридском бисеру поезије за 2024. годину.

## Дела
1. Кратке песме за најмлађе боеме (поезија за децу, 2021)[10]
2. Лирске елегије (поезија за одрасле, 2021)[11]
3. Поеме са Балкана (поезија за одрасле, 2021)[12]
4. Балканско Хаику - Харакири (2023)[13]
5. Анатомија поезије (2023)[14]
6. Различити светови (2023)[15]
7. Хиперпесма (2023)
8. Песме и посвете из туђине (2024)